# The Shape of Things
The Shape of Things és una pel·lícula franco-anglo-estatunidenca de Neil LaBute, estrenada el 2003.

## Argument
Després de films lleugers com Nurse Betty i Possession, Neil LaBute retorna als temes de les seves pel·lícules anteriors amb aquest film fosc i corrosiu que tracta de relacions entre homes i dones. Adam (Paul Rudd) és un simple estudiant universitari que guanya diners en les seves hores de lleure com a guarda de seguretat al museu d'art de la universitat. Un vespre a la feina, Adam veu un altre estudiant que es prepara per desfigurar una estàtua -- Evelyn (Rachel Weisz), una bella especialista en art ofesa per la fulla de figuera que s'ha utilitzat per "censurar" una estàtua d'un home nu, i es prepara per canviar el membre dissimulat amb un esprai.
Adam no pot clavar una puntada de peu a Evelyn i fer-la fora del museu, i respon donant-li el seu número de telèfon. Adam i Evelyn comencen a quedar, i de la manera com desafia les seves idees sobre art i moralitat, comença a modelar Adam en la classe de xicot que preferiria. Sota la seva influència, Adam perd pes, es posa lents de contacte, canvia el seu pentinat, es comença a vestir millor, i assumeix una personalitat més fresca i més segura. Si ell abans era un noi més aviat avorrit i una mica anodí, ara ha guanyat en atractiu i ha començat a fer-se popular al campus universitari. Tanmateix, el canvi físic i emocional d'Adam no ha agradat als seus amics Jenny (Gretchen Mol) i a Philip (Frederick Weller), i aviat tindrà inesperades conseqüències per a tots, ja que els amics d'Adam no estan gaire d'acord amb les intencions d'Evelyn de "canviar" el seu xicot.

## Repartiment
- Gretchen Mol: Jenny
- Paul Rudd: Adam Sorenson
- Rachel Weisz: Evelyn Ann Thompson
- Fred Weller: Phillip

## Rebuda
- "Neil Labute lliura la seva pel·lícula més interessant i convincent fins a la data, encara que també és la més desagradable i pertorbadora."[1]
- "LaBute té la més rara dels qualitats: una personalitat diferent a la resta. "[2]